# Rákosszentmihályi lóvasút
A rákosszentmihályi lóvasút első üzemét 1893. szeptember 23-án  kezdte, utolsó utasait 1913. június 30-án szállította, a főváros és környékének utolsó előtti lóüzemű közúti vonataként. Az üzemeltetésére alakult részvénytársaság 1893. augusztus 29-én kezdte meg működését és 1915. október 25-én szűnt meg véglegesen.

## Története
1891-ben a Csömör községéhez tartozott szentmihályi puszta és az egyre növekvő Almásy Pál-telep lakói számára néhány lelkes polgár kezdeményezte, hogy az 1888-ban megnyílt cinkotai helyiérdekű vasúttal összeköttetést létesítsenek és így az ott lakást megkönnyítsék. A helyi újság (Rákos Vidéke) a lóvasút 10 éves évfordulóján név szerint Borhy Jánost, Csillag Szilárd doktort, Farkas Ignácot és Pálfi Jánost említi. Első közgyűlésüket 1891. január 28-án tartották. További két esztendőbe tellett még, mire a szükséges tőke egybegyűlt, a tervek elkészültek, az engedély megszerezhető volt és a munka elkészült, s így 1893. szeptember 23-án megindult a lóvonat-közlekedés Puszta Szent-Mihályon.
A lóvasutat működtető Pusztaszentmihályi közúti vasút részvénytársaság alakuló közgyűlését 1892 májusában tartották, amin elfogadták az alapszabály-tervezetet s megválasztották az igazgatóságot és felügyelő bizottságot. A társaságot 1893. augusztus 19-én jegyezték be, szeptemberben kapta meg vonalengedélyét – előbb ekkortól számított 30 évre, majd ezt 1896-tól ismét meghosszabbították, 1926-ig. Alaptőkéje 60 000 korona volt, mely 1200 darab egyenként 50 korona névértékű névre szóló részvényre oszlott. Az első igazgatóság választott tagjai Farkas Ignác, Paulusz János, dr. Csillag Szilárd, Obergmeiner József, Bugyi Ferenc József, Zuschmann János, Németh Zsigmond, Schmidlechner Nándor és Bürgermeister Ferenc voltak.
A cinkotai mocsár területén kialakított cinkotai határúton (az 1950-es évek óta Pirosrózsa utca) a körvasút kiépítésekor a lóvasút-társaság töltést készített – a későbbi parcellázások során az épületek a töltéstől lejjebb kerültek, az út és a járdaszint e miatt több helyen eltér –, a régi vízlefolyás helyén pedig falazott átereszt épített.
Az Almássy Pál-telep főterére vezetendő keskeny vágányú (760 mm nyomtávú) közúti lófogatú vasút Budapest fő- és székváros, valamint Pest-Pilis-Solt-Kiskun vármegye területén vezetett, a budapesti helyi érdekű vasutak részvénytársaság Budapest—cinkotai vonalának József főherceg-telep nevű megállóhelyétől kiindulva Budapest fő- és székváros határútján az úgynevezett, vasúti úton – akkor még – Csömör község határáig, majd a szentmihályi puszta területén a Szent István, Kossuth utcán, Rákosi úton és a Miklós utcán (a Rákosi út folytatása az Almássy-telepen) át, az Ilona utca érintésével. Három kilométer hosszú volt hat kitérővel és – a végállomásokat is beleértve – öt megállóval.
A lóvasút, mely mindössze 2800 méter hosszú volt, 1000 méternyi távolságon a főváros területén haladt keresztül, ezért a társaság még a vasút keletkezése idején szerződést kötött a főváros tanácsával, hogy a terület használatért a bruttó bevétel 30 %-át fizeti a fővárosnak.
A lóvasút első évtizedében igen sikeres volt. A kezdetben három nyári, nyitott kocsival és három lóval, bérelt istállóval működő társaság akkor csupán a helyi érdekű vasút körülbelül tíz fővárosba tartó vonatához közvetítette az ott nyaraló vagy lakó utazóközönséget. E közlekedési mód emelte a környék telek- és házárait, az akkor még Csömörhöz tartozó telepek megindultak az önállósodás útján. A lóvasút-társaság is fejlődésnek indult, telket vásárolt, arra istállót építtetett és a kocsik számára hatalmas kocsiszínt emelt a Paulus téren, amit 1911-ben átköltöztettek a Jenő utcai telephelyre (Szent Korona utca) és megnagyobbítottak. Az első tíz évében a kocsik számát tizenháromra, a lovakét tizenkettőre emelték; bevétele és utasszáma pedig 1893–1910 között a többszörösére nőt. 1905-ig a a lóvasút szállította a helyi postát.
Az 1900-as években merült fel a társaság tagjaiban, hogy modern közlekedő eszközzé fejlessze a lóvasutat. 1905-ben igazgatósági taggá választották dr. Laufer Lajos ügyvédet, a budapesti helyiérdekű vasutak és a közúti vasút részvénytársaság vezértitkárát, aki javaslatára a keskeny vágányú közlekedésről normál nyomtávolságú, két vágányú villamos vasúttá alakították volna a közlekedést. Bár az ehhez szükséges berendezések és a kocsik költsége magas volt, 1906-ban már úgy tűnt, hogy a kerepesi helyiérdekű vasút villamos üzeműre vált, így megindultak a tárgyalások, hogy abba szárnyvonalként bekapcsolódva a társaság hozzon létre hurokvágányt egy az addiginál hosszabb, az addigra nagy teherforgalmú, fővárosi – ezért adózási kötelezettséggel terhelt – útszakasztól megszabadulva.
1908-ban a lóvasút már nem tudta kielégítően teljesíteni a megnövekedett igényeket. Ekkoriban már arról folytak előrehaladott tárgyalások, hogy továbbra is helyközi járatként az utasok ráhordását teljesítené, de immár nem a Budapest—kerepesi, illetve meghosszabbítva gödöllői fővonalra az ekkor már kiépült József főherceg és Almásy Pál-telepekről, hanem a fejlődésnek indult Anna- és Árpád-telep (Árpádföld), Szent György-telep és Kisszentmihály lakosságát szállítaná a helyi érdekű vasút megépítendő rákosszentmihályi hurok és rákospalotai vonalára. Ezért korábbi útvonalát úgy tervezték megváltoztatni, hogy bár továbbra is Nagyitccétől, de már a Szent Korona utcába kanyarodva a János utcáig, majd ezen tovább a Csömöri úti főfasorba fordulva haladt volna a Szilas-patakig, a rákosszentmihályi vágóhídig.
1910 nyarán a korábbi megállapodások alapján napirendre került a lóvasút új, meghosszabbítandó pályája. Az útvonallal kapcsolatban azonban felmerült két további igény is: a Szent György-telep lakossága a vasutat a főfasor helyett a Baross utcán vezettette volna – ezt azonban elutasították –, Kisszentmihály és Anna-telep érdekeltsége pedig a vonal további meghosszabbítását óhajtotta volna a Szilas-patakon túli parcellázott területekhez. Egy új piacot is berendeztek a Szent Korona utcában. Ezzel együtt a lóvasút tervezett új vonala több, a rákosszentmihályi közélet fontosabb, nagy forgalmú intézményét (templom, iskola, leendő községháza, a patakig tartó új szakasz pedig a vágóhidat és a temetőt) is kényelmesen elérhetővé tette, tette volna.
1911-ben a helyiérdekű vasút áttért a fő vonalán gőzüzemről villamosra, ezt követően pedig az év végére befejeződött a rákosszentmihályi hurokvonal építése is. Így a tavasz folyamán a lóvasút pályájának áthelyezése is megtörtént, júniustól pedig megindult rajta a forgalom. Végállomása átkerült az Ilona és a Jenő (Szent Korona) utca sarkára. Ide, az új telepre átköltöztették és újonnan felépítették az addigi kocsiszínt. Ki is bővítették egy második épülettel, mely oldalán, az utcán, tetőzetes váróhelyet állíttattak fel. A telek udvarára szállították a Paulus (Pálfi János) téri régi váróházikót is és műhelynek rendezték be.

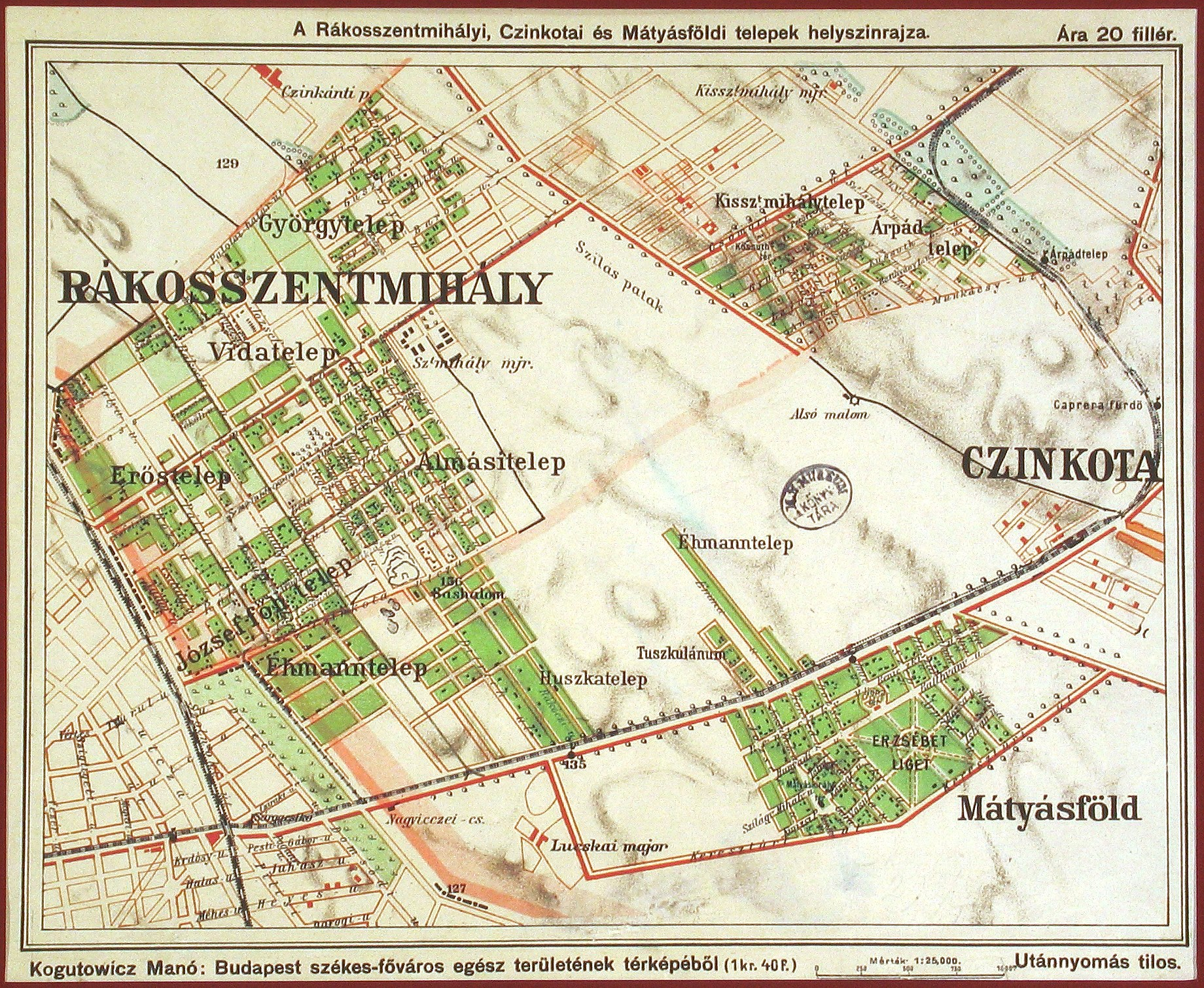
Kogutowicz Manó 1912-es térképe Rákosszentmihály, Cinkota és Mátyásföld telepeiről

A lóvasút addigi igazgatósága 1912-ben a társaság változott viszonyai, illetve a részvények újabb elhelyeződése következtében egyhangúlag lemondott és a közgyűléstől új igazgatóság megválasztását kérte. Igazgatósági tagok ekkor a következőket választották: dr. Laufer Lajos (lemondott igazgató), Müller Antal, Pálfi János, Schvarczl József (megválasztott igazgató), Szél Árpád, Vikár János; felügyelő-bizottsági tagokul pedig Fuszek István, Haeffner Arthur, Keller Gyula, Kesztler Árpád, Sós Ármin részvényeseket. Így néhány addigi helyi lakos helyébe szakemberek léptek, a főrészvényesként érdekelt Budapesti helyiérdekű vasúttársaság fővezetői sorából. Bár eredeti tervek szerint ebben az évben már a pálya meghosszabbítása következett volna, a helyi érdekű vasút érdekeltségének részéről nyáron az üzemredukció, a forgalomcsökkentés tervét terjesztették elő, amit a helyiek ekkor még megakadályoztak, de szeptemberben már nem tudtak. A tárgyalások a helyiérdekű vasúttal rendre elakadtak. Az igazgatóság szerint a telepek anyagi hozzájárulására is szükség lett volna. Azok azonban már évekkel korábban gyűjtést kezdtek, emellett az egyesületük megszűnéséből fölszabaduló tőkét is erre a célra szánták és bár a lóvasút társaság  valóban nem kapott pénzt tőlük, az Anna-telepiek arra panaszkodtak, hogy nem vonják be őket a megfelelő tárgyalásokba és szervezkedni kezdtek.
1913-ban tehát felmerült egy új lóvasút társaság létesítése. A régóta áhított útvonal az ekkori tervek szerint a Jenő utcában, a régi lóvasúti végállomástól indulva cirka 600 méter után balra fordulva egy dűlőút mentén jutott volna ki a Csömöri útra, majd ennek állandóan a jobboldalán haladva, egy kizárólag a lóvasút részére tervezett fahíddal az Anna-telepi főfasorba (Szlovák út) a Lajos utcáig (Monoki utca). 2,7 kilométer hosszan, két végkitérővel és 3 közbenső forgalmi kitérővel 20 perces forgalmat feltételezve 6 kocsit irányoztak rá elő. Novemberben még megjelent egy közleményben, hogy a vasút költségét a Helyiérdekű 70 000 koronában állapította meg, a miből 36 500 koronát anyagértékben fedezett volna a vállalat, 33 500 koronát pedig az érdekelt telekbirtokosoknak kellett volna összeadniok. Azonban az 1913-ban alakult II. kerületi polgári kör tagjai mindenképpen villamos közlekedést szerettek volna és a kezdeményezés elhalt. Így a BHÉV, bár eredetileg részt vállalt volna az üzemeltetésből, kötelezettsége alól mentesülvén a fölöslegessé vált kocsikat és egyéb fölszerelést eladta. A Csömöri úton az Anna-telepig irányú fejlesztést pedig az első világháború teljesen elsöpörte – csupán 1937-ben indult meg Budapest (Zugló)—Rákosszentmihály—Árpádföld autóbusz vonalon a BART járata.

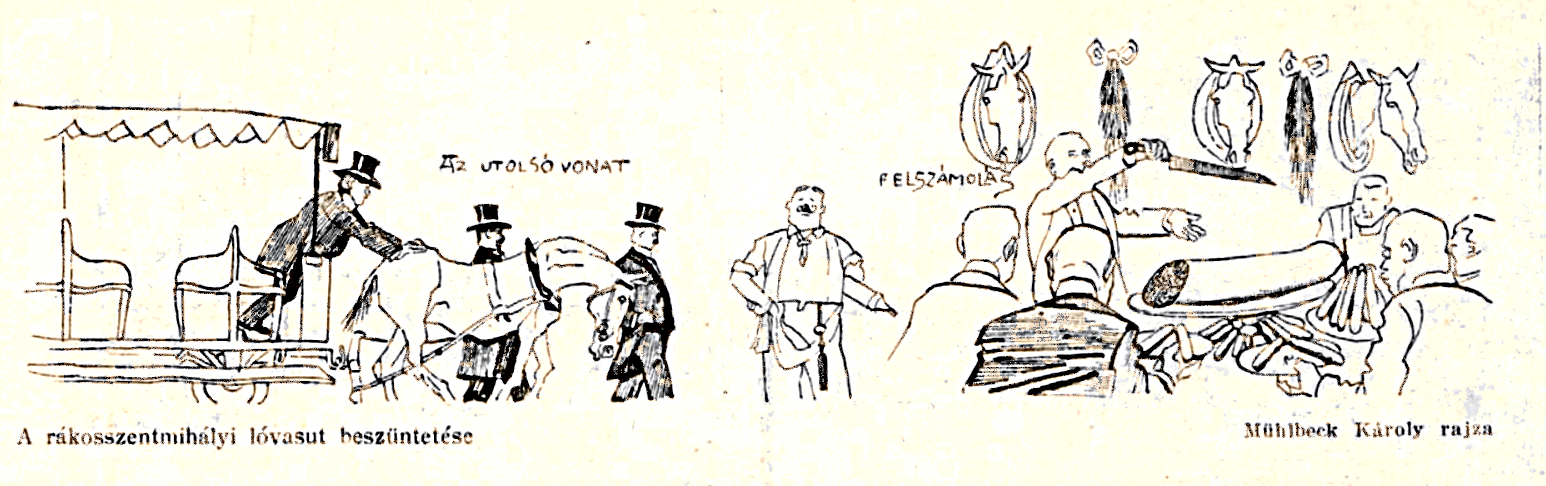
megjelent: Uj Idők 19. évfolyam 28. szám, 1913. július 6. Társadalmi, ismeretterjesztő rovat

A főváros és környékének utolsó előtti lóüzemű közúti vonata 1913. június 30-ával beszüntette üzemét, amit a Fővárosi Közmunkák Tanácsának tanácsosa, Rényi Dezső búcsúztatott. Utolsó járatán ingyen utaztatott mindenkit a társaság. A lovakat és szerszámokat már másnap eladták. Sínjeit 1914–1915-ben felszedték. Ezt követően az eredetileg 1926-ig hatályos engedélyokiratot végül a kereskedelemügyi miniszter 1915. október 25-én helyezte hatályon kívül és ezzel végleg megszűnt a társaság és a lóvasút Rákosszentmihályon. A lóvasúti kocsiszín telkét Lantos András helyi lakosú építőmester vette meg, amit 1925-ben a Rákosszentmihályi Önálló Iparosok és Kereskedők Köre számára iparosház céljára értékesített. 1916-ban még állt az „Ilona-utczai faszin”, a felszedett sínek pedig a Magyar Általános Gépgyár (akkor még cinkotai) mátyásföldi üzemének iparvágányaként hasznosultak.

## Megállóhelyei
(Zárójelben a 2000-es évekbeli közterületmegnevezések)
1893–1905 között (Budapest felől)
- József főherceg telep HÉV-megálló (Nagyicce)
- 1. számú kitérő (Szent István – Rózsa – Pálya utcák között)
- József főherceg telep
- 3. számú kitérő (a Rákosi úton a Rákóczi utca után)
- Almásy Pál-telep (Pálfi János tér)

1905–1911 között
- Állomás a helyiérdekű vasútnál (Nagyicce)
- Bercsényi utca (Kócs utca)
- Magyar utca (Magyarvár utca)
- Szent István – Rózsa – Pálya utcák között: első váltó
- Szent István és Kossuth Lajos utca sarok
- Kossuth Lajos utca: II. váltó szakasz
- Batthyány utcza
- Rákóczi – Farkas Ignác utca: III. váltó
- Regele János utca a Szent Margit[39] gyógyszertárnál (Pallas Athéné Patika)
- Bizalom utca (Krenedits Sándor utca)
- József utca
- Mária utca
- Sándor és Ilona utca között
- Ilona utca lóvasúti állomás

1911–1913 között
- Állomás a helyiérdekű vasútnál (Nagyicce)

...
- Szent István és Pálya utca sarkán, a villamos megállónál[40]

...
- Regele János utca sarkán a Szent Korona utcai a II. számú iskola (Herman Ottó Általános Iskola) előtt

...
- Ilona utca és Jenő (Szent Korona) utca sarki végállomás